# 石井暁
石井 暁（いしい ぎょう、1961年8月15日 - ）は、日本のジャーナリスト。

## 来歴・人物
慶應義塾大学文学部を卒業。1985年共同通信社入社。のちに編集局編集委員となる。1994年から防衛庁（現・防衛省）を担当している。

## 主張・言論活動
- 内閣総理大臣や防衛庁長官にも知らされていなかった、自衛隊（陸上幕僚監部運用支援・情報部（現「指揮通信システム・情報部」）別班）の外国における極秘の諜報活動を2013年11月27日にスクープ[3][4]。「世界」2014年3月号の「陸自「別班」危険な暴走　―シビリアンコントロールの危機―」[5]、及び上梓した「自衛隊の闇組織」は、この2013年の取材が元になっている。
- 特定秘密保護法によって「防衛省の取材がやりにくくなった」と発言しており、「成立後の今となっては、無理じゃないか」とも発言している[1]。
- 2021年1月23日に、三重県熊野市にある施設「熊野飛鳥むすびの里」にて、「元特殊部隊員の自衛官OBが自衛官らを集めて私的に戦闘訓練を行っている」とする記事を共同通信社が配信し、情報保全隊が調査していることや、防衛省内に自衛隊法に触れるとの懸念があると報じた[6]。ジャーナリストの松岡久蔵は、上記配信記事は石井が取材・執筆したとしている[7][8]。
  - 松岡は、石井が実際には自主訓練の内容を見ていなかったにもかかわらず「私的に戦闘訓練」と大仰に記載し、また、自主訓練の主催者への取材を一切行わずに「危険思想の持主」と三島由紀夫にからめてレッテル張りをする記事内容、報道被害を招く報道姿勢を批判した[7][8]。
  - 施設側は、休暇中の現役自衛官や予備自衛官らが自主訓練を行っていたものであり、自衛隊法に触れる要素は無いとしている[9]。また、訓練開始（2020年12月26日）とほぼ同時期に、石井が施設の対岸にある私有地から施設を盗撮していたという。石井は私有地の所有者に「風景を撮る」と説明しており、施設のスタッフが石井に抗議すると、石井は「取材妨害で警察に訴える」と大声で怒鳴りだし、その後もSNSで「防衛大臣、統合幕僚長には会見質問通告しました」「警視庁公安部、三重県警警備部公安課には連絡しました」「情報保全隊には後程伝えます」等の脅迫とも取れる文章を送って来たという。私有地の所有者も石井に苦情を述べたが、石井は「（撮影の）相手には了解を得ている」と主張し、4日間にわたって私有地から、施設と施設の利用者への盗撮を続けていたという[9]。

## 著作
- 『自衛隊の闇組織 : 秘密情報部隊「別班」の正体』講談社〈講談社現代新書〉、2018年10月。ISBN 978-4065135884。
- 『防衛省追及』地平社、2025年5月12日。ISBN 978-4911256183。